# NGC 1616
NGC 1616 è una galassia a spirale situata nella costellazione del Bulino, a una distanza di circa 214 milioni di anni luce dalla nostra Via Lattea.

## Scoperta
La galassia è stata scoperta il 24 ottobre 1835 dall'astronomo britannico John Herschel.

## Descrizione
NGC 1616 ha una classe di luminosità II-III e presenta una larga riga a 21 cm dell'idrogeno neutro.